# اسب سیاه و درخت گیلاس
«اسب سیاه و درخت گیلاس» (به انگلیسی: Black Horse and the Cherry Tree) ترانه‌ای از کی‌تی تانستال خواننده/ترانه‌سرای اهل اسکاتلند است.
«اسب سیاه و درخت گیلاس» در چهل و نهمین مراسم جایزه گرمی (۲۰۰۷) نامزد دریافت جایزهٔ گرمی در رشتهٔ «بهترین اجرای آواز خوانندهٔ زن پاپ» بود. در پایان سال ۲۰۰۵ مخاطبان مجلهٔ کیو این ترانه را به‌عنوان پنجمین ترانهٔ برتر سال انتخاب کردند.
«اسب سیاه و درخت گیلاس» بر پایهٔ ضرب‌آهنگ بو دیدلی ساخته شده‌است. تانستال جایی گفته که او و تهیه‌کننده‌اش در زمان ضبط آلبوم چشم بر تلسکوپ مرتب کارهای بلوز و آثار بو دیدلی را گوش می‌کرده‌اند. او معمولاً این ترانه را به‌تنهایی اجرا می‌کند: صداهای مختلف را با استفاده از لوپِر روی هم اضافه می‌کند و روی آن گیتار می‌زند و می‌خواند.

## موقعیت در جدول‌های فروش موسیقی
| جدول (۲۰۰۵–۲۰۰۷)                      | بالاترین جایگاه |
| ------------------------------------- | --------------- |
| او۳ تاپ ۴۰ اتریش                      | ۳۱              |
| اولتراتاپ بلژیک (فلاندرز)             | ۳۵              |
| اولتراتاپ بلژیک (والونیا)             | ۸               |
| نیلسن ساوند اسکن کانادا               | ۷               |
| جدول کنترل رسانهٔ آلمان                | ۵۱              |
| جدول تک‌آهنگ‌های ایرلند                 | ۱۶              |
| فدراسیون صنعت موسیقی ایتالیا          | ۱۰              |
| انجمن صنعت ضبط نیوزیلند               | ۲۰              |
| جدول تک‌آهنگ‌های اسکاتلند               | ۱۰              |
| جدول موسیقی سوئیس                     | ۹۲              |
| ۱۰۰ تک‌آهنگ برتر هلند                  | ۸۰              |
| جدول تک‌آهنگ‌های بریتانیا               | ۲۸              |
| بیلبورد هات ۱۰۰                       | ۲۰              |
| جدول ادالت آلترنتیو مجلهٔ بیلبورد      | ۱               |
| ۴۰ تک‌آهنگ برتر بزرگسالان              | ۱               |
| جدول بررگسالان معاصر مجلهٔ بیلبورد     | ۴               |
| جدول ۴۰ ترانهٔ برتر جریان اصلی بیلبورد | ۱۵              |